# Frederick Abberline

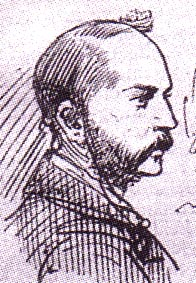
Frederick George Abberline

Frederick George Abberline (* 8. Januar 1843 in Blandford Forum, Dorset; † 10. Dezember 1929) war ein britischer Inspektor der London Metropolitan Police und eine bekannte Polizeifigur in Zusammenhang mit den Morden von Jack the Ripper.

## Leben
Abberlines Karriere bei der Polizei begann in Whitechapel. Er wurde 1873 für eine längere Zeit nach Stepney abgezogen, anschließend nach Westminster und schließlich 1887 zu Scotland Yard, dem Hauptquartier der London Metropolitan Police.
Nach dem Mord an Mary Ann Nichols wurde Abberline wegen seiner umfangreichen Erfahrung im Bereich ripper crimes (kriminaltechnisch: Verstümmelung von Leichen) nach Whitechapel versetzt. Dort wurde er zum leitenden Detective eines Ermittlerteams ernannt.
Er wurde später in die Untersuchung des Cleveland-Street-Skandals 1889 miteinbezogen und war ab 1890 Chefinspektor.

## Werke über Abberline
Abberline wurde von Michael Caine in einem TV-Film mit dem Titel Jack the Ripper – Das Ungeheuer von London (1988) gespielt und ist Protagonist in der Graphic Novel From Hell, in deren Verfilmung aus dem Jahr 2001 er von Johnny Depp dargestellt wird. In dem Film Wolfman (2010) spielte Hugo Weaving Inspektor Francis Abberline, der zuvor in den Ripper-Morden ermittelt hatte. Außerdem ist er eine Nebenfigur in dem im Jahre 1868 angesiedelten Spiel Assassin’s Creed Syndicate (2015) und dem dazugehörigen „Jack the Ripper“ DLC, in welchem er dem Spieler hilft, den Ripper zu jagen. Im TV-Spielfilm Jack the Ripper – Eine Frau jagt einen Mörder wird Abberline von Falk Hentschel verkörpert. Auch wurde er im Anime Black Butler (2008–2009) als Nebenfigur erwähnt.